# Goffredo II di Bretagna
Goffredo di Bretagna (23 settembre 1158 – Parigi, 19 agosto 1186) fu duca di Bretagna e conte di Richmond dal 1181 fino alla sua morte.

## Origine
Secondo la Chronique de Robert de Torigni, abbé du Mont-Saint-Michel, tome I, Goffredo era il quarto figlio maschio del re d'Inghilterra Enrico II Plantageneto (1133-1189) e, come risulta dalla Chronica Albrici Monachi Trium Fontium, della duchessa d'Aquitania e Guascogna e contessa di Poitiers, Eleonora, che ancora secondo la Chronica Albrici Monachi Trium Fontium, era la figlia primogenita del duca di Aquitania, Guglielmo X il Tolosano, appartenente alla dinastia dei Ramnulfidi e di Aénor di Châtellerault, figlia del visconte Americo I di Châtellerault e della Maubergeon, l'amante di suo nonno, il duca di Aquitania, Guglielmo IX il Trovatore.
Enrico II Plantageneto, secondo la Historia rerum in partibus transmarinis gestarum, dell'arcivescovo di Tiro, Guglielmo, era il figlio primogenito di Goffredo il Bello o Plantageneto (1113-1151), conte di Angiò e del Maine e futuro duca di Normandia, e dell'erede al trono d'Inghilterra e al ducato di Normandia, Matilde d'Inghilterra (1102-1167), detta "l'imperatrice Matilde", in quanto era stata la moglie dell'imperatore del Sacro Romano Impero, Enrico V.

## Biografia
Goffredo era nato il 23 settembre 1158 ed era il fratello più giovane di Guglielmo conte di Poitiers, di Enrico il Giovane, di Matilda d'Inghilterra, Riccardo I d'Inghilterra e più anziano di Eleonora d'Inghilterra, di Giovanna d'Inghilterra e di Giovanni d'Inghilterra. La madre, Eleonora, era già stata sposata col re di Francia, Luigi VII e gli aveva dato due figlie, Maria e Alice, mentre suo padre aveva avuto alcuni figli illegittimi fra cui Geoffrey, Guglielmo Longespée e Morgan.

### La giovinezza e il fidanzamento
Il suo matrimonio con la duchessa Costanza di Bretagna, fu combinato dal padre Enrico II, che, nel 1168, secondo la Matthæi Parisiensis, monachi Sancti Albani, Chronica majora, vol. II, concordò con il Duca di Bretagna, Conan IV il Piccolo, che Costanza, l'unica figlia sua e di Margherita di Huntingdon, sorella di Guglielmo I di Scozia, fosse designata come erede del ducato e che fosse promessa in sposa a Goffredo.
Il futuro suocero di Goffredo, Conan IV, morì poco dopo: nel 1169 (secondo la Chronica sancti Sergii Andegavensis), o nel 1171 (secondo Robert de Torigny, per cui Costanza divenne duchessa di Bretagna, sotto tutela del fidanzato.

### Le ribellioni ed il governo della Bretagna
A quindici anni, Goffredo si ribellò per la prima volta contro il padre; la causa era dovuta alla futura assegnazione di tre castelli, che in precedenza erano stati assegnati a Goffredo al piccolo Giovanni; era il 1173, ed in questa occasione ebbe il sostegno dei fratelli maggiori, il re giovane, Enrico, e Riccardo Cuor di Leone e tutti e tre si rifugiarono in Francia, dove la loro madre, Eleonora, cercò di sollevare il Poitou in loro favore, ma venne fatta arrestare da Enrico II; la rivolta che coinvolse parecchi feudatari durò circa un anno e mezzo, la riconciliazione avvenne nel 1174 a seguito di una tregua stipulata a Gisors.
In questi contrasti familiari, soprattutto, Goffredo ed Enrico il Giovane ebbero l'appoggio del nuovo re di Francia, Filippo Augusto, con cui intrattenevano un rapporto di amicizia e assistettero alla sua incoronazione; alimentando la discordia familiare, Filippo Augusto cercava di indebolirne il padre, Enrico II.
Nel 1175, dopo aver reso omaggio al padre, Goffredo venne inviato in Bretagna, per governarla, mentre a Riccardo fu affidata l'Aquitania.
Nel 1179, Goffredo riuscì a soffocare l'ultima rivolta bretone assicurando la pace nel ducato.
Nel 1181, sposò la fidanzata, Costanza.
Nel 1182, insieme al fratello Riccardo, resero omaggio al loro fratello, Enrico il Giovane, rispettivamente per la Bretagna e l'Aquitania.
Goffredo si rivoltò nuovamente contro il padre nel 1183 schierandosi al fianco del fratello Enrico il Giovane contro Riccardo; la guerra terminò con la morte di Enrico il Giovane.
Goffredo passò molto tempo a Parigi alla corte di Filippo Augusto che arrivò a nominarlo Siniscalco, taluni storici ritengono che egli stesse preparando un'ulteriore ribellione contro il padre poco prima di morire nel 1186 e tutte le sue manovre contro Enrico gli fecero acquistare la fama di traditore.
Goffredo attaccò molti monasteri e chiese per recuperare fondi per finanziare le sue campagne militari entrando, così, in contrasto con la Chiesa in un'epoca in cui la mancanza di riverenza per le istituzioni religiose era vista con estremo sospetto.

### L'epilogo
Goffredo morì nel 1186 a Parigi all'età di ventisette anni, definito come fomentatore di conflitti; secondo la Chronica Albrici Monachi Trium Fontium, Goffredo morì il 19 agosto, ed il re Filippo Augusto gli fece un solenne funerale nella Cattedrale di Notre-Dame a Parigi. Altre cronache, invece, riportano come data di morte il 21. Vi sono due versioni diverse circa le circostanze del suo decesso, una, ad opera di Ruggero di Hoveden, vuole che sia morto per le ferite riportate in un torneo e Giraldus Cambrensis racconta che al suo funerale Filippo cercò di gettarsi sulla bara. L'altra versione, ad opera del cronista francese Rigord, racconta che fu per malattia e più precisamente per degli acuti dolori al petto che lo colpirono subito dopo aver detto a Filippo che intendeva mettere la Normandia a ferro e fuoco. Quest'ultima versione suscita non poche perplessità giacché assume i contorni di una punizione divina scagliata contro un figlio che complottava contro il padre e che per di più peccava di irreligiosità. Tuttavia occorre ammettere che non c'è certezza storica sulle reali cause della sua morte giacché Filippo avrebbe potuto voler far passare che Goffredo era morto in una giostra così da offrire un motivo valido per la sua presenza a Parigi che non fosse un complotto contro il re.
La sorellastra Marie, con cui era in buoni rapporti, fece dire delle messe per la salvezza dell'anima di Goffredo.
Goffredo venne sepolto nella Cattedrale di Notre-Dame, ma la sua lapide venne distrutta nel XVIII secolo prima della Rivoluzione francese.

## Matrimonio e discendenza
Il matrimonio di Goffredo con la duchessa di Bretagna, Costanza, fu celebrato nel 1181 dopo che Goffredo era stato investito del titolo di duca, come ci viene confermato sia dalla Chronique de Robert de Torigni, abbé du Mont-Saint-Michel, tome II, che dalla Chronica Albrici Monachi Trium Fontium.
Goffredo da Costanza ebbe tre figli di cui uno nato postumo:
- Eleonora di Bretagna[15] (1182/1184 - 1241), che venne imprigionata dallo zio Giovanni d'Inghilterra e poi tenuta in libertà vigilata dal cugino, Enrico III d'Inghilterra dall'adolescenza fino alla morte
- Matilde di Bretagna (1185 circa - prima del maggio 1189), morta durante l'infanzia
- Arturo[15] (1187 - 1203), nato postumo, Duca di Bretagna, Conte di Richmond e Conte d'Angiò, ucciso presumibilmente dallo zio Giovanni.

## Ascendenza
|                          |                          |                                     | Genitori                      |  |  | Nonni |  |  | Bisnonni        |  |  | Trisnonni        |  |
|                          |                          |                                     |                               |  |  |       |  |  | Folco V d'Angiò |  |  | Folco IV d'Angiò |  |
|                          |                          |                                     |                               |  |  |       |  |  | Folco V d'Angiò |  |  | Folco IV d'Angiò |  |
|                          |                          | Bertrada di Montfort                |                               |  |  |       |  |  | Folco V d'Angiò |  |  |                  |  |
| Goffredo V d'Angiò       |                          |                                     |                               |  |  |       |  |  | Folco V d'Angiò |  |  |                  |  |
|                          |                          | Eremburga del Maine                 | Elia I del Maine              |  |  |       |  |  |                 |  |  |                  |  |
|                          |                          | Eremburga del Maine                 | Elia I del Maine              |  |  |       |  |  |                 |  |  |                  |  |
|                          |                          | Eremburga del Maine                 | Matilda di Château-du-Loir    |  |  |       |  |  |                 |  |  |                  |  |
| Enrico II d'Inghilterra  |                          | Eremburga del Maine                 |                               |  |  |       |  |  |                 |  |  |                  |  |
|                          |                          | Enrico I d'Inghilterra              | Guglielmo I d'Inghilterra     |  |  |       |  |  |                 |  |  |                  |  |
|                          |                          | Enrico I d'Inghilterra              | Guglielmo I d'Inghilterra     |  |  |       |  |  |                 |  |  |                  |  |
|                          |                          | Enrico I d'Inghilterra              | Matilde delle Fiandre         |  |  |       |  |  |                 |  |  |                  |  |
| Matilde d'Inghilterra    |                          | Enrico I d'Inghilterra              |                               |  |  |       |  |  |                 |  |  |                  |  |
|                          |                          | Matilde di Scozia                   | Malcolm III di Scozia         |  |  |       |  |  |                 |  |  |                  |  |
|                          |                          | Matilde di Scozia                   | Malcolm III di Scozia         |  |  |       |  |  |                 |  |  |                  |  |
|                          |                          | Matilde di Scozia                   | Margaret di Scozia            |  |  |       |  |  |                 |  |  |                  |  |
| Goffredo II di Bretagna  |                          | Matilde di Scozia                   |                               |  |  |       |  |  |                 |  |  |                  |  |
|                          | Guglielmo IX d'Aquitania | Guglielmo VIII di Aquitania         |                               |  |  |       |  |  |                 |  |  |                  |  |
|                          | Guglielmo IX d'Aquitania | Guglielmo VIII di Aquitania         |                               |  |  |       |  |  |                 |  |  |                  |  |
|                          | Guglielmo IX d'Aquitania | Hildegarda di Borgogna              |                               |  |  |       |  |  |                 |  |  |                  |  |
| Guglielmo X di Aquitania | Guglielmo IX d'Aquitania |                                     |                               |  |  |       |  |  |                 |  |  |                  |  |
|                          |                          | Filippa di Tolosa                   | Guglielmo IV di Tolosa        |  |  |       |  |  |                 |  |  |                  |  |
|                          |                          | Filippa di Tolosa                   | Guglielmo IV di Tolosa        |  |  |       |  |  |                 |  |  |                  |  |
|                          |                          | Filippa di Tolosa                   | Emma di Mortain               |  |  |       |  |  |                 |  |  |                  |  |
| Eleonora d'Aquitania     |                          | Filippa di Tolosa                   |                               |  |  |       |  |  |                 |  |  |                  |  |
|                          |                          | Aimery I, Visconte di Châtellerault | Boson II de Châtellerault     |  |  |       |  |  |                 |  |  |                  |  |
|                          |                          | Aimery I, Visconte di Châtellerault | Boson II de Châtellerault     |  |  |       |  |  |                 |  |  |                  |  |
|                          |                          | Aimery I, Visconte di Châtellerault | Alienor de Thouars            |  |  |       |  |  |                 |  |  |                  |  |
| Aénor di Châtellerault   |                          | Aimery I, Visconte di Châtellerault |                               |  |  |       |  |  |                 |  |  |                  |  |
|                          |                          | Dangerose de l'Isle Bouchard        | Barthelemy de L'Isle Bouchard |  |  |       |  |  |                 |  |  |                  |  |
|                          |                          | Dangerose de l'Isle Bouchard        | Barthelemy de L'Isle Bouchard |  |  |       |  |  |                 |  |  |                  |  |
|                          |                          | Dangerose de l'Isle Bouchard        | Gerberge de Blaison           |  |  |       |  |  |                 |  |  |                  |  |
|                          |                          | Dangerose de l'Isle Bouchard        |                               |  |  |       |  |  |                 |  |  |                  |  |

## Nella cultura di massa

### Nella letteratura
Goffredo II di Bretagna è un personnagiom principale del romanzo Devil’s Brood (2008) de Sharon Kay Penaman. venne anche accennato nelle tragedie The Troublesome Reign of King John (anonimo, v.1589), Re Giovanni (1593-1596) di William Shakespeare e King John di Richard Valpy, il poema Le petit Arthur de Bretagne à la tour de Rouen (1822) di Marceline Desbordes-Valmore, il dramma Arthur de Bretagne (1885) di Louis Tiercelin e i romanzi Lionheart (2011) e A King’s Ransom (2014) di Sharon Kay Penaman, e nel secondo volume della trilogia Le Château des Poulfenc (2009) di Brigitte Coppin.
Goffredo appare, in un ritratto che sembra assomigliare molto a quello tracciato da Giraldo, nel romanzo di James Goldman (30 giugno 1927-28 ottobre 1998) Il leone d'inverno. Nel film omonimo del 1968 venne interpretato da John Castle. In un'altra versione cinematografica, The Lion in Winter - Nel regno del crimine del 2003 il giovane Goffredo ha il volto di John Light.
Venne interpretato da  Austin Somervell (giovane Goffredo) et Martin Neil (adulto Goffredo) nella serie televisiva della BBC The Devil's Crown (1978)
Goffredo infine è comparso anche nel videogioco Empires: l'Alba del Mondo Moderno quale alleato del fratello Riccardo.

### Fonti primarie
- (LA)  Matthæi Parisiensis, Monachi Sancti Albani, Chronica Majora, Vol. II 1067-1216.
- (LA)  Monumenta Germaniae Historica, Scriptores, tomus XXIII.
- (LA)  Chronique de Robert de Torigni, abbé du Mont-Saint-Michel, tome II.
- (LA)  Chronique de Robert de Torigni, abbé du Mont-Saint-Michel, tome I.
- (LA)  Chroniques des Eglises d´Anjou.
- (LA)  Historia rerum in partibus transmarinis gestarum.

### Letteratura storiografica
- Frederik Maurice Powicke, "I regni di Filippo Augusto e Luigi VIII di Francia", cap. XIX, vol. V (Il trionfo del papato e lo sviluppo comunale) della Storia del Mondo Medievale, 1999, pp. 777–828.
- William John Corbett, "Inghilterra 1087 - 1154", cap. II, vol. VI (Declino dell'impero e del papato e sviluppo degli stati nazionali) della Storia del Mondo Medievale, 1999, pp. 56–98.
- Doris M. Stenton, "Inghilterra: Enrico II", cap. III, vol. VI (Declino dell'impero e del papato e sviluppo degli stati nazionali) della Storia del Mondo Medievale, 1999, pp. 99–142.
- Frederik Maurice Powicke, "Inghilterra: Riccardo I e Giovanni", cap. II, vol. VI (Declino dell'impero e del papato e sviluppo degli stati nazionali) della Storia del Mondo Medievale, 1999, pp. 143–197.